# Ryan O'Reilly (Oz)
Pour les articles homonymes, voir Ryan O'Reilly.
Ryan O'Reilly est un personnage de la série télévisée Oz, interprété par Dean Winters et doublé en français dans les deux premières saisons par Lionel Melet. Il est élu par les fans comme le personnage le plus charismatique donc préféré des spectateurs. 
Ryan O'Reilly est un gangster d'origine irlandaise, qui arrive à Oz après une spectaculaire virée en voiture au cours de laquelle il a causé de nombreux dégâts sous l'influence de stupéfiants.

## Biographie

### Sentence
Prisonnier no 97P904. Condamné le 12 juillet 1997 à une peine d'emprisonnement à perpétuité et libérable sur parole après 12 ans pour délit de fuite, conduite sous l'emprise de substances illicites, possession d'armes illégale, double homicide au volant, cinq accusations de mise en danger de la vie d'autrui et violation de liberté conditionnelle.

### Analyse
Roublard et très intelligent, il n'est lié à aucun des principaux gangs qui contrôlent la prison, mais ses talents de manipulateur et sa ruse lui permettent de s'imposer comme un des leaders du trafic de drogue, ce qui lui conférera la reconnaissance nécessaire pour faire partie des meneurs de l'émeute à la fin de la première saison. Ce sociopathe ne recule devant rien pour arriver à ses fins. Son génie de la manipulation lui permet de parvenir systématiquement à monter les différents groupes les uns contre les autres. Il assure ainsi tout au long de la série sa survie dans un univers carcéral hostile aux blancs isolés. Le créateur de la série Tom Fontana affirme que sa personnalité machiavélique est inspirée de celle de Iago, dans l'œuvre de Shakespeare. 
Au cours de la série, O'Reilly cause beaucoup de tort à ceux qu'il aime, tout en manifestant une bonté paradoxale. Il est ainsi largement responsable de la perte de son frère, déficient mental (d'autre part également responsable de son handicap), Cyril O'Reilly, qu'il n'a pourtant cessé de vouloir protéger. Son amour sincère et profond pour le docteur Gloria Nathan le conduit également à faire énormément de mal à celle-ci comme faire tuer son mari par son propre frère, crime qui le fera incarcérer à Oz. Il ressent un profond mépris pour son père qui le battait Cyril et lui ; mais à la mort de son frère, il finira par prendre soin de son père, lui aussi incarcéré à Oz.

### Saison 1
Il est responsable, entre autres, de la quasi-totalité des morts dans la première saison :
- Dans l'épisode pilote, il soudoie des gardes en cellule d'isolement pour permettre à Johnny Post de brûler Dino Ortolani. Il a trahi ensuite Post en le dénonçant à Schibetta.

- Il tendra un piège à Jefferson Keane, ce qui le placera dans le couloir de la mort pour avoir tué un de ses attaquants.

- Avec Simon Adebisi, il assaisonne la nourriture de Nino Schibetta avec du verre pilé, si fin qu'il ne pourra rien sentir et que ses entrailles seront déchiquetées au bout de quelques semaines, causant une hémorragie interne très grave.

Une fois sa grande compétition éliminée, O'Reilly devient un acteur majeur dans le trafic de drogue à Oz. Il joue également un rôle essentiel dans la descente aux enfers (mais aussi dans la rébellion par la même occasion) de Tobias Beecher, en étant son principal fournisseur d'héroïne.
Tout au long de la saison, O'Reilly se démarque par son hypocrisie flagrante cachant un racisme ébahissant, car après son alliance simultanée avec les Italiens et les Homeboys, il les qualifie respectivement (lorsqu'il n'est pas en leur présence) de "ritals" et de "négros", idem pour les Latinos qu'il surnomme "métèques".
Il sera l'un des piliers de l'émeute en fin de saison, accompagné des autres chef que sont Kareem Saïd, Simon Adebisi, Miguel Alvarez et Scott Ross. 

### Saison 2
Dans la deuxième saison, O'Reilly savoure son statut dans le trafic de drogue à Oz, jusqu'à ce qu'il soit diagnostiqué d'un cancer du sein. Il reçoit un traitement et suit une chimiothérapie administrée par le Dr Gloria Nathan, médecin en chef de la prison. O'Reilly tombe amoureux d'elle, mais est tellement submergé par la jalousie qu'il dit à son frère handicapé mental, Cyril, de tuer le mari du Dr Nathan.
Cyril est arrêté et envoyé à Oz, mais est mis dans une unité différente à l'écart de son frère. Cyril est violé par Vernon Schillinger et son gang. O'Reilly est très enragé, mais ne peut rien y faire. Afin de protéger Cyril, il demande au manager de son unité, Tim McManus, de transférer Cyril dans Em City avec lui. McManus accepte en échange d'un aveu d'O'Reilly pour sa participation dans la mort de Preston Nathan, ce que O'Reilly refuse.
Plus tard, quand un garde est aveuglé par Miguel Alvarez et qu'il a besoin d'une transfusion sanguine, il s'avère qu'O'Reilly est le seul prisonnier du pénitencier à correspondre à son groupe sanguin. Il saute alors sur l'opportunité pour assurer une place à son frère avec lui dans Em City, en échange de son sang. O'Reilly admet cependant sa complicité dans le meurtre de Preston Nathan, par respect pour Gloria. McManus l'informe alors que sa peine sera rallongée de dix ans pour avoir ordonné le meurtre de Preston Nathan.

### Saison 3
Toujours avide de revanche sur Schillinger, Ryan monte Jaz Hoyt contre Schillinger pour l'attaquer, mais il en échappe indemne. Furieux, O'Reilly se joint à Tobias Beecher et Chris Keller, deux autres détenus qui cherchent à se venger aussi du néo-nazi. Quand le fils de Schillinger, Andrew, débarque à Em City, O'Reilly le torture en cessant de lui vendre de la drogue, ce qui force Andrew à en acheter à des détenus non-blancs (parce qu'Andrew a été formé en tant que membre de la Fraternité Aryenne, il ne peut pas se résoudre à acheter de la drogue à ces détenus). Après qu'Andrew (qui s'est véritablement lié d'amitié avec Beecher et qui a guéri son addiction) ait embarrassé publiquement son père, en ignorant ses tentatives de réconciliation et en renonçant à ses convictions racistes, ce dernier décide de lui donner assez d'héroïne (une fois qu'Andrew est envoyé au trou) comme une sorte de test, auquel il "échoue" en mourant d'une overdose.
Pendant ce temps, les administrateurs de la prison embauchent un nouveau superviseur de bureau, Sean Murphy. Murphy et O'Reilly se lient au mythe de l'Armada espagnole des Black Irish et développent une sorte d'amitié. Quand Murphy organise un tournoi de boxe, O'Reilly inscrit Cyril. Pour assurer la victoire de Cyril, il empoisonne les bouteilles d'eau de ses adversaires avec de l'hydrate de chloral. Cyril bat James Robson au premier tour. En conséquence, Ryan gagne de l'argent dans les paris et les Aryens laissent Cyril tranquille pour de bon. À partir de là, Ryan drogue ensuite l'eau de Miguel Alvarez et dit à l'adversaire d'Alvarez, le détenu gay Jason Cramer, que les Latinos violeront son amant s'il perd le combat. Alvarez perd, les Latinos sont discrédités et Carmen Guerra se méfie de la série de victoires d'O'Reilly. Au deuxième tour, Cyril doit combattre le détenu italien Chucky Pancamo. O'Reilly organise la mort de William Cudney, qui avait menacé de révéler leur tricherie, et souille l'eau de Pancamo avec de l'héroïne. Cyril bat facilement Pancamo.
Murphy découvre O'Reilly en train de tricher grâce à un conseil de Nikolai Stanislofsky, et suggère de garder cette histoire secrète, de crainte qu'il y ait une émeute. Avant le combat final contre le détenu musulman Hamid Khan, O'Reilly invite leur père violent à leur rendre une visite qui se déroule très mal. Lors du combat, Ryan encourage donc Cyril à penser aux abus de leur père. Fou de rage, Cyril tabasse Khan jusqu'au coma, le rendant mort cérébralement. La tension raciale qui en découle oblige Oz à se mettre en confinement.

### Saison 4

#### PartieI
Ryan et Cyril participent à une séance d'interaction avec le Dr Nathan et les parents de son défunt mari. Gloria le blâme excessivement pour avoir tué son mari, mais O'Reilly détourne l'attention des parents quand il dit qu'elle et McManus ont eu une liaison. Elle sera plus tard violée par le malfrat irlandais Patrick Keenan, et elle soupçonne O'Reilly de l'avoir engagé. Bien qu'il ne l'ait pas fait, il lui dit qu'il l'a fait pour qu'elle puisse se sentir à nouveau entière. O'Reilly, très mécontent et dégoûté par ce viol, tue ensuite Keenan de ses propres mains (d'un coup d'haltère dans le crâne). Nathan prend un congé peu après.
L'irlandais a également un différend concernant la possession d'un téléphone de contrebande avec Nikolai Stanislofsky, ce qui entraînera même la mort de ce dernier sur la demande d'O'Reilly avec le geste fatal de l'agent Claire Howell, une gardienne avec qui Ryan a eu des rapports sexuels occasionnels, bien qu'il tente rapidement d'y mettre fin.
Dans Em City, les détenus et gardes blancs sont constamment échangés contre des gardes noirs et des détenus qui soutiennent Adebisi, alors O'Reilly et Keller s'unissent pour renverser la situation. Ils assassinent les détenus Nate Shemin et Mondo Browne, et encadrent le Suprême Allah. Par conséquent, Martin Querns, chef d'unité, est renvoyé et McManus est réembauché.

#### PartieII
Une équipe de télévision se rend à Oz pour filmer la vie quotidienne des prisonniers, sous la direction de Jack Eldridge, un journaliste qui a un jour parlé de l'activité des gangs irlandais en général, et des frères O'Reilly en particulier. Ce rapport les a exposés comme des criminels à leur mère, qui a été émotionnellement dévastée en le découvrant. Dans son interview avec Eldridge, O'Reilly se venge d'Eldridge en refusant de donner des informations sur la mort d'Adebisi. Pendant ce temps, le Dr Nathan revient à Oz et admet à la psychiatre de prison Sœur Peter Marie qu'elle avait effectivement des sentiments pour O'Reilly, que sœur Pete l'encourage à effacer.
Suprême Allah sort d'isolement et dit à O'Reily qu'il sait qui l'a encadré, alors O'Reilly et Keller demandent à Burr Redding qu'il soit éliminé. Il donnera son accord et Ryan empoisonnera la nourriture de Suprême Allah avec un produit auquel il est allergique, causant une crise nocive, irréversible et mortelle.
Une femme nommée Suzanne Fitzgerald (Betty Buckley) vient lui rendre visite, prétendant être sa mère biologique. O'Reilly ne la croit pas au début, mais l'accepte après que son père lui ait parlé d'elle. Sa mère s'avère être une radicale des années 1960 qui cherche à s'installer.
Le détenu chinois Jia Kenmin offre une maîtrise à Cyril pour lui apprendre le wu-shu, ce qui se termine mal car Cyril le met lui aussi dans le coma. Le personnel, se souvenant de Hamid Khan, menace d'envoyer Cyril dans une institution psychiatrique. Pendant ce temps, Padraig Connolly, membre provisoire de l'IRA, arrive et planifie avec O'Reilly de faire exploser Em City. Au dernier moment, O'Reilly se rend compte que c'est chimérique et que beaucoup de gens, y compris son frère et le Dr Nathan, pourraient être blessés, mais Connolly tente de déclencher la bombe plus tôt. La bombe, cependant, ne parvient pas à exploser, et O'Reilly reste impuni depuis qu'il a essayé de débarrasser Em City de la bombe.

### Saison 5
La mère d'O'Reilly se rend et le gouverneur James Devlin la condamne à une peine de deux ans de service communautaire à Oz. Le détenu Li Chen arrive peu de temps après, et Jia Kenmin complote avec lui pour mettre les frères O'Reilly dans le couloir de la mort. Il paye le détenu Glen Shupe pour mentir à Cyril au sujet de Chen qui projette de violer Fitzgerald. Cyril tue Chen en le poignardant tout en défendant son frère, mais est jugé pour meurtre. La famille O'Reilly décide que Cyril est trop marqué mentalement pour vivre, donc ils ne s'opposent pas à son procès.
O'Reilly, en attendant, partage une cellule avec le père Daniel Meehan, un prêtre irlando-américain emprisonné dans sa part pour une violente protestation, qui aidera la psychiatre Sœur Peter Marie Raimondo à se battre pour la vie de Cyril. Après avoir découvert que Shupe avait été payé pour mentir, O'Reilly prit sa revanche. Reprenant la rancune entre Kenmin et Enrique Morales, O'Reilly conclut un marché avec les Latinos. Ils acceptent de blesser horriblement Shupe si O'Reilly assassine Jia. Les Latinos coupent le bras de Shupe et O'Reilly provoque Kenmin dans un combat où il finit par aider les gardes à démolir le chinois. Il convainc l'officier Robinson que Kenmin a mal parlé des gardes et par conséquent, ils le tuent à coups de matraque dans la cellule d'isolement.
Lorsque l'affaire du meurtre de Keenan ressort de l'ombre, le psychotique Henry Stanton, qui avait déjà essayé auparavant d'être l'ami de Cyril, retente à nouveau. Ryan (qui l'avait déjà prévenu de s'en aller) aperçoit les faits et paye donc Martin Montgomerry pour dire que Stanton a tué Keenan (avec qui il s'était en plus battu). La version qu'il donne est une version bien plus détaillée que celle de Zahir Arif (véritable témoin du meurtre, qui a tenté en vain de dénoncer O'Reilly) et donc plus convaincante. Mais O'Reilly, désirant que personne ne sache la vérité, va évincer Montgomerry en informant Stanton que c'est lui qui a donné son nom, un mensonge qui le met dans une colère noire. Henry va donc trouver Martin et lui enfoncer une lame dans la nuque. O'Reilly aura fait d'une pierre deux coups ; il est débarrassé de Stanton qui aurait pu être au courant de ses opérations en s'approchant trop de Cyril, et Montgomerry qui était le plus proche de la vérité à propos du meurtre. 
En se remémorant leur conflit permanent et leurs anciennes querelles avec les aryens, O'Reilly et Poet en profitèrent, au passage, pour annoncer dans la cafétéria que l'aryen James Robson (à la suite de sa transplantation de gencives) s'est fait implanter chirurgicalement les gencives d'un homme noir, ce qui suscita l'éclat de rire collectif. Robson est quant à lui humilié et expulsé de la Fraternité pour son «sang noir», le laissant sans défense face aux autres prisonniers.
Sur les conseils de Meehan, O'Reilly découvre les traumatismes de son enfance et, au bout d'un moment, rejoint finalement l'effort pour sauver Cyril. Son frère est néanmoins condamné à mort. O'Reilly jure d'être présent dans le processus d'appel.

### Saison 6
O'Reilly oblige Shupe à dire la vérité à l'avocat de Cyril, Arnold Zelman. Peu de temps après, Meehan meurt d'un accident vasculaire cérébral, Ryan lave ensuite le corps à la morgue, lisant un morceau de la bible par respect pour Meehan. Peter Schibetta, le fils de Nino Schibetta (l'ancien chef de la bande italienne, qui a été tué par O'Reilly dans la première saison), est censé avoir tué O'Reilly en lui donnant "le mauvais œil" (une malédiction). O'Reilly se rend chez Chucky Pancamo et lui dit que Schibetta envisage d'utiliser le mauvais œil sur le superstitieux Pancamo pour se venger de son échec à le protéger d'Adebisi. Enragé, Pancamo et les Italiens tuent Schibetta.
Zelman fait appel sans succès à l'affaire Cyril.
Jahfree Neema, un ancien Black Panther, est envoyé à Oz et s'avère être lié romantiquement à Suzanne. Il déteste au départ O'Reilly, qui tente de le faire assassiner par Redding. Neema, cependant, dit à O'Reilly qu'il veut sauver Cyril, et il organise avec chaque détenu une protestation contre l'exécution, ce qui entraîne un second sursis d'exécution et par conséquent, Ryan gagne le respect pour lui. O'Reilly croit aussi que Dieu a sauvé Cyril grâce à ses prières sincères sur ce qui devait être la nuit de l'exécution de Cyril.
Pendant ce temps, leur père, Seamus, arrive à Oz pour meurtre et essaie de tuer Neema par jalousie, mais finit à l'hôpital car son poignard s'est retourné contre lui. Finalement, Cyril est exécuté malgré les efforts de Ryan et c'est pendant l'exécution qu'il est aperçu en train de marcher dans le labyrinthe dans la salle de gym sans surveillance et visiblement contrarié. Le Dr Nathan entre à son tour et embrasse O'Reilly passionnément. Un baiser réciproque qui montre que la patience d'O'Reilly au fil des ans a finalement porté ses fruits car il a enfin obtenu l'amour du Dr Nathan. L'écran devient alors noir, les laissant tous les deux.
Seamus O'Reilly, alors qu'il était à l'hôpital, regrette la façon dont il a traité ses fils et demande à Ryan s'il peut voir Cyril. Ryan lui dit qu'il est trop tard car Cyril a déjà été exécuté. Le père et le fils se réconcilient et se reconnectent ensuite à travers leur chagrin.
Ryan O'Reilly est vu pour la dernière fois en plein air, faisant rouler le fauteuil roulant de Seamus vers un bus, lors de l'évacuation de la prison à la suite d'une attaque impliquant un mystérieux contaminant chimique exposé par Keller.